# NGC 2960
NGC 2960 (другие обозначения — UGC 5159, IRAS09380+0348, MCG 1-25-9, KARA 359, MK 1419, ZWG 35.26, PGC 27619) — спиральная галактика (Sa) в созвездии Гидра.
Этот объект входит в число перечисленных в оригинальной редакции «Нового общего каталога».
В галактике была обнаружена эмиссия водяного пара на частоте 220 ГГц.